# Константин (Борковский)
Архимандрит Константин (Борковский; около 1725 — 6 (17) июля 1773) — архимандрит Русской православной церкви, церковный проповедник.

## Биография
Родом малороссиянин. Учился в Киево-Могилянской академии и постригся, будучи ещё студентом.
В 1753 году определён был учителем в московскую Славяно-греко-латинскую академию, где обучал пиитике, риторике и был проповедником.
В 1759 году, по слабости здоровья был уволен от преподавания и назначен игуменом московского Данилова монастыря, затем настоятелем Пафнутиева-Боровского монастыря. С 6 июля 1767 года он был назначен на настоятельскую должность в казанский Спасо-Преображенский монастырь и назначен ректором и учителем богословия в Казанской духовной семинарии; 1 июня 1772 года переведён в нижегородский Печерский монастырь, ему было велено также присутствовать в нижегородской консистории, говорить проповеди и исполнять ректорскую должность в семинарии.
Умер 6 (17) июля 1773 года.

## Сочинения
Борковский в своё время считался одним из лучших проповедников, но из его «Слов» напечатаны только:
- На вступление на престол императрицы Екатерины II. — М., 1762;
- Слово, говоренное Спасоказанского монастыря архимандритом Константином. — М., 1762;
- Его сиятельству кн. Л. А. Куракину последнее целование в день погребения. — М., 1764;
- О покорении Молдавского княжения российскому оружию. — 1769;
- О вечности.